# バーリントン (アイオワ州)
バーリントン（Burlington）は、アメリカ合衆国アイオワ州の都市。デモイン郡の郡庁所在地である。人口は2万3982人（2020年）。ミシシッピ川西岸に位置する。バーリントン都市圏はデモイン郡とイリノイ州のヘンダーソン郡全域に及んでいる。
バーリントンはアイオワで最も早くから入植が始まった地域にあり、1838年にアイオワ準州が創設されると、その最初の準州都となった。また、Hawkeye State （鷹の目の州）という州の愛称発祥の地でもある。

## 歴史
ヨーロッパ人の入植以前には、この地はネイティブ・アメリカンのソーク族とフォックス族の中立地帯で、「燧石の丘」を意味する Shoquoquon と呼ばれていた。
1803年、第3代大統領トーマス・ジェファーソンは、ルイジアナ買収地の地図を製作するためにルイス・クラーク探検隊とパイク探検隊の2隊を編成した。メリウェザー・ルイスとウィリアム・クラークはミズーリ川を遡ったのに対し、ゼブロン・パイクはミシシッピ川本流を遡った。1805年、パイクはこの地に上陸し、後にアイオワとなる地に初めて星条旗を立て、この地に砦を建設することを提案した。しかし、その提案は顧みられることさえ無かった。

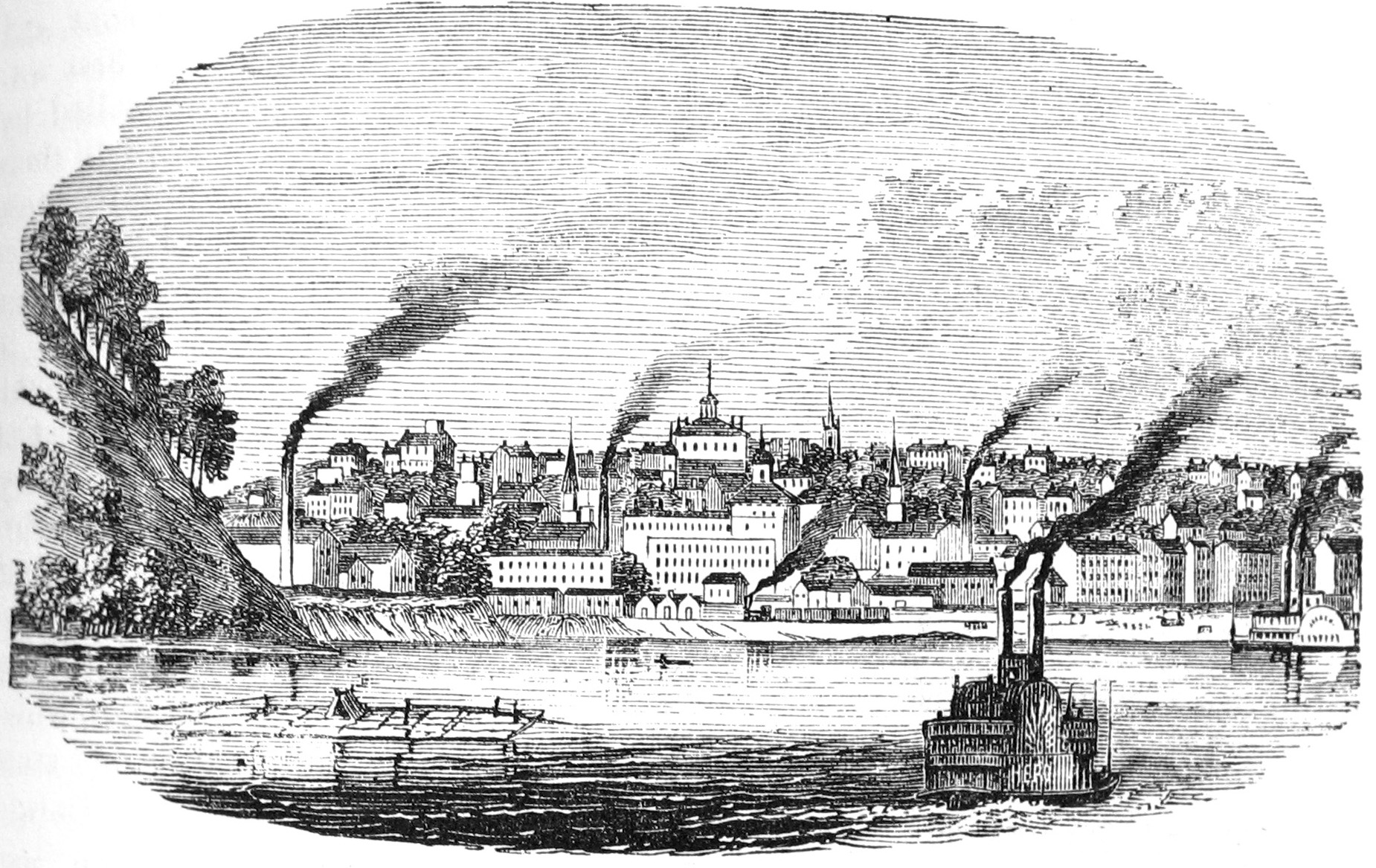
バーリントンの街並み（1865年）

やがて1829年、ジョン・ジェイコブ・アスターが設立したアメリカ毛皮会社はこの地に交易所を建てた。ブラック・ホーク戦争後の1833年には、サミュエル・ホワイト、アムジー・ドゥーリトル、およびモートン・マッカーバーがミシシッピ川を渡って、この地への入植が始まった。翌1834年春、妻エリザと共にこの入植地の最初の区画を購入したジョン・グレイは、50ドルで命名権を得て、故郷のバーモント州バーリントンにちなんでこの入植地をバーリントンと名付けた。1837年には、ウィスコンシン準州の準州都がベルモントからバーリントンに移された。翌1838年にウィスコンシン準州から分割してアイオワ準州が創設されると、バーリントンはその最初の準州都になった。準州政府はオールド・ジオンと呼ばれた、ファースト・メソジスト教会の教会堂をその庁舎とした。
1849年5月22日、ウィリアム・ウィリアムズ少佐はバーリントンを訪れ、日誌に次のように記した。

This town [was] originally called Flint Hill- the Indian name was Shoquokon, Flint or Rock Hill. [It is] beautifully elevated, situated on the west side of the Mississippi River, a place of very considerable business. The town is very well built. Houses are good, generally taste[ful], brick dwellings. A great many handsome residences on the more elevated parts of the bluff. The number of inhabitants between 3,000 and 3,500. ... Was the first seat of government after the formation of the Territory of Iowa. The view of the city is extremely picturesque from the river. The main part of the city is situated like an amphitheater formed by the surrounding hills, beautiful buildings and private residences on the eminences around. From the location of Burlington it must always be a place of considerable trade. The city is well built [in the] modern style, a very intelligent population... The river here is over 3/4 of mile wide and steam ferry boats constantly plying between this and the Illinois shore.

（訳）この町は元々はインディアンの名で Shoquokon、燧石の丘と呼ばれていた。この町は美しくせり上がった、ミシシッピ川の西岸に立地し、商業もかなり発展している。この町はとても良く造られている。家屋は良く、総じて趣のある、レンガ造になっている。崖の上の方には、見栄えの良い住宅が数多く建っている。人口は3,000-3,500人くらいだろう... アイオワ準州が創設された時、この町は最初の準州都だった。川からのこの街の眺めは極めて美しい。街の主要部は丘に囲まれた野外劇場のごとく立地し、周辺の高台には美しい建物や住宅が建ち並んでいる。バーリントンはその立地からして、常に交易が栄えるであろう。この街は近代的な様式で良く造られ、賢い住民に恵まれている... この辺りでの川幅は3/4マイルを超え、蒸気船による渡し船がこの街と対岸のイリノイ州側との間を頻繁に行き来している。

Hawkeye State （ホークアイ・ステート、鷹の目の州）というアイオワ州の愛称はバーリントンを起源としている。バーリントンの地元紙であったアイオワ・パトリオット紙のジェームズ・エドワーズは、友人であったソーク族の酋長ブラックホークに敬意を表し、紙名をホークアイ・アンド・アイオワ・パトリオットに変更した。判事デイビッド・ロアラーがジェイムズ・フェニモア・クーパーの歴史小説「モヒカン族の最後」にブラックホークの名を見つけてこのホークアイ・ステートという愛称を提案したと言われているが、エドワーズは1838年に「せめて老いた酋長の名だけでも忘れ去られないように」と、この愛称を提案していた。
蒸気船による水上交通が主役だった時代には、バーリントンはミシシッピ川の河港都市として発展した。やがて19世紀も中盤から後半に入り、鉄道の時代になると、バーリントンはシカゴ・バーリントン・アンド・クインシー鉄道の拠点都市の1つとなった。このシカゴ・バーリントン・アンド・クインシー鉄道の路線は後にバーリントン・ノーザン鉄道、そしてBNSF鉄道の一部となっている。BNSF鉄道の東西の幹線のうちの1本は、現在でもバーリントンでミシシッピ川を渡っている。

## 地理
バーリントンは北緯40度48分25秒 西経91度6分9秒 / 北緯40.80694度 西経91.10250度に位置している。州東部の中心都市であるダベンポートからは南西へ約90km、州都デモインからは東南東へ約230km、セントルイスからは北北西へ約250km、シカゴからは西南西へ約320kmに位置する。
アメリカ合衆国国勢調査局によると、バーリントン市は総面積39.47km2（15.24mi2）である。そのうち37.50km2（14.48mi2）が陸地で1.97km2（0.76mi2）が水域である。総面積の2.15%が水域となっている。標高はダウンタウンのミシシッピ河畔では160m程度であるが、丘の上では200mを超える。バーリントン小都市圏はデモイン郡およびイリノイ州ヘンダーソン郡の2郡にまたがり、その面積は2,059km2（795mi2）である。

### 気候
バーリントンの気候は、やや蒸し暑い夏と乾燥して寒さの厳しい冬に特徴付けられる内陸性気候である。最も暑い7月の平均気温は約25℃、最高気温の平均は約30℃で、日中は月の約1/3以上の日が32℃を超える。最も寒い1月の平均気温は氷点下4℃、最低気温の平均は氷点下9℃で、月のほとんどの日は気温が氷点下に下がる。降水量は春季・夏季の4-9月にかけては多く、月間90-120mm程度、秋季・冬季の10月から3月にかけては少なく、月間40-70mm程度である。冬季の12月から3月にかけては、月間10-20cm程度の降雪が見られる。年間降水量は900mm程度、年間降雪量は65cm程度である。ケッペンの気候区分では、バーリントンは中西部の大部分に分布する亜寒帯湿潤気候（Dfa）に属する。
|               | 1月  | 2月  | 3月  | 4月  | 5月   | 6月   | 7月  | 8月  | 9月  | 10月 | 11月 | 12月 | 年    |
| ------------- | ---- | ---- | ---- | ---- | ----- | ----- | ---- | ---- | ---- | ---- | ---- | ---- | ----- |
| 平均気温（℃） | -4.0 | -2.4 | 4.1  | 11.1 | 17.2  | 22.3  | 24.8 | 23.7 | 19.3 | 12.9 | 5.1  | -2.0 | 11.0  |
| 降水量（mm）  | 40.6 | 40.6 | 68.6 | 86.4 | 104.1 | 116.8 | 96.5 | 91.4 | 91.4 | 68.6 | 50.8 | 40.6 | 896.4 |
| 降雪量（cm）  | 19.1 | 13.7 | 10.9 | 2.5  | -     | -     | -    | -    | -    | 0.8  | 2.8  | 14.7 | 64.5  |

### 都市概観

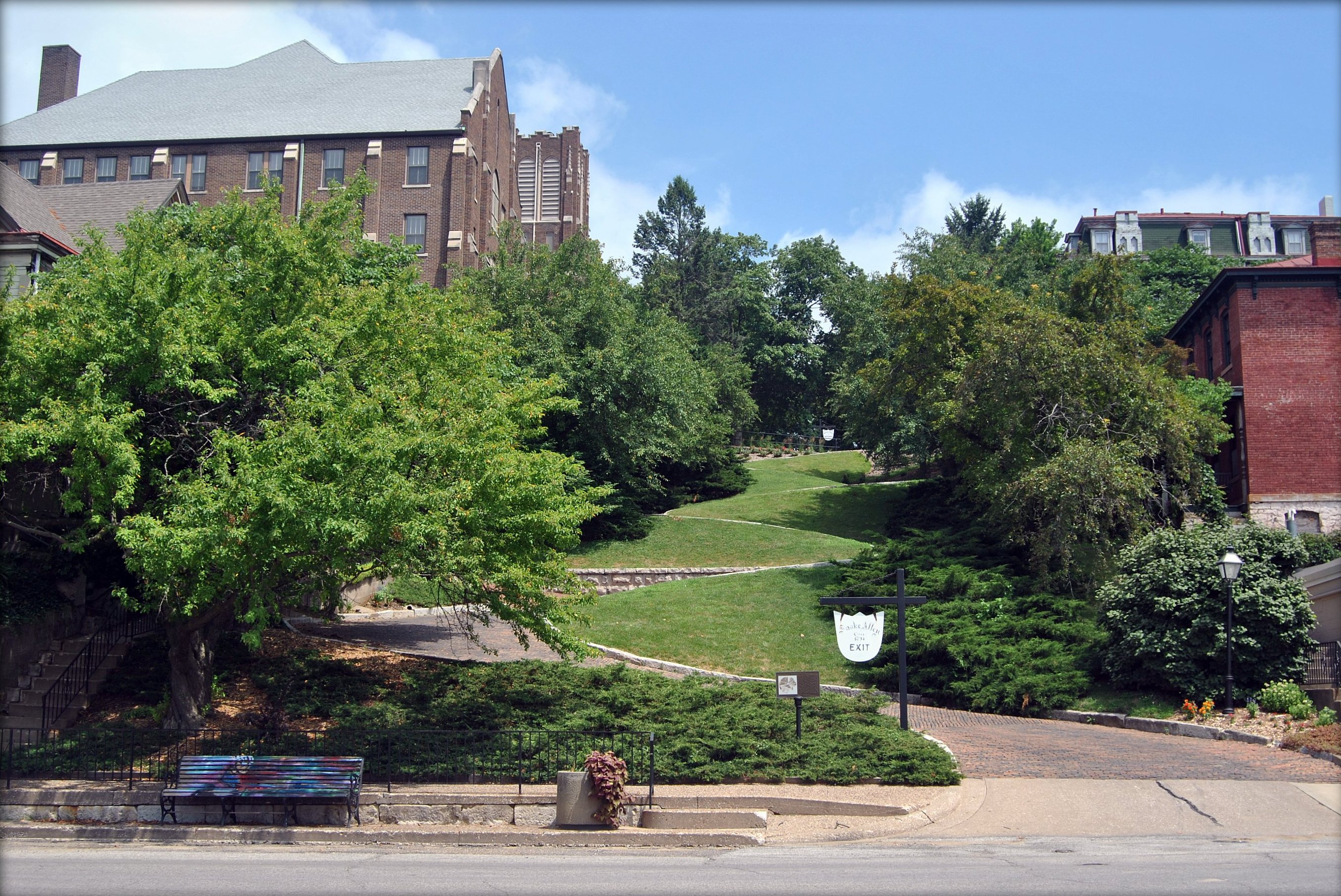
スネーク・アレイ

起伏に富んだ地形であるにもかかわらず、バーリントンの街路は比較的整然と区画されている。南北に通る通りは概ねマーケット・ストリートを境に南（S）と北（N）に分かれている。また、ダウンタウンを通る南北の通りのいくつかには数字がついており、3rdストリートから10thストリートまで、ミシシッピ川から離れるほど数字が大きくなる。一方、東西に通る通りには東（E）と西（W）の区別は無い。
市中心部の北、コロンビア・ストリートとワシントン・ストリートの間の6thストリートは、直線で結ぶと勾配21%となる急斜面のため、サンフランシスコのロンバード・ストリートと同様、左右にヘアピンカーブが続く、曲がりくねったレンガ敷の街路となっている。この箇所は「蛇の路地」を意味するスネーク・アレイと呼ばれ、Ripley's Believe It or Not では「世界で最も曲がりくねった街路」と紹介された。スネーク・アレイは単体で1974年に、また周辺地区はスネーク・アレイ歴史地区として1975年に、それぞれ国家歴史登録財に登録された。
ダウンタウンには歴史的建築物が建ち並び、そのほぼ全域が2015年にダウンタウン商業歴史地区として国家歴史登録財に登録された。また、ダウンタウン商業歴史地区の登録に先駆けて、ダウンタウンに残る下記の歴史的建築物が単体で登録されている。
| 画像 | 名称                                                         | 英語名称                                                 | NRHP#    | 登録年 |
| ---- | ------------------------------------------------------------ | -------------------------------------------------------- | -------- | ------ |
|      | バーリントン・アンド・ミズーリ川鉄道旅客駅                   | Burlington and Missouri River Railroad Passenger Station | 76000761 | 1976年 |
|      | バーリントン公立図書館                                       | Burlington Public Library                                | 75000682 | 1975年 |
|      | バーリントン・シーダーラピッズ・アンド・ノーザン鉄道貨物倉庫 | Burlington, Cedar Rapids & Northern Freight House        | 83000351 | 1983年 |
|      | シカゴ・バーリントン・アンド・クインシー鉄道駅               | Chicago, Burlington and Quincy Station                   | 01001540 | 2002年 |
|      | 洗礼者聖ヨハネ教会                                           | Church of St. John the Baptist                           | 82002615 | 1982年 |
|      | デモイン郡地方裁判所                                         | Des Moines County Court House                            | 03000817 | 2003年 |
|      | 第一会衆派教会                                               | First Congregational Church                              | 76000763 | 1976年 |
|      | ジャーマン・メソジスト監督教会                               | German Methodist Episcopal Church                        | 77000508 | 1977年 |
|      | ヘッジ・ブロック                                             | Hedge Block                                              | 82000405 | 1982年 |
|      | ホテル・バーリントン                                         | Hotel Burlington                                         | 87002214 | 1987年 |
|      | レイゴマルシーノ・グループ・カンパニー                       | Lagomarcino-Grupe Company                                | 13000796 | 2013年 |
|      | シュラム・ビルディング                                       | Schramm Building                                         | 99000310 | 1999年 |
|      | キャピトル・シアター                                         | The Capitol Theater                                      | 96001373 | 1996年 |

## 政治

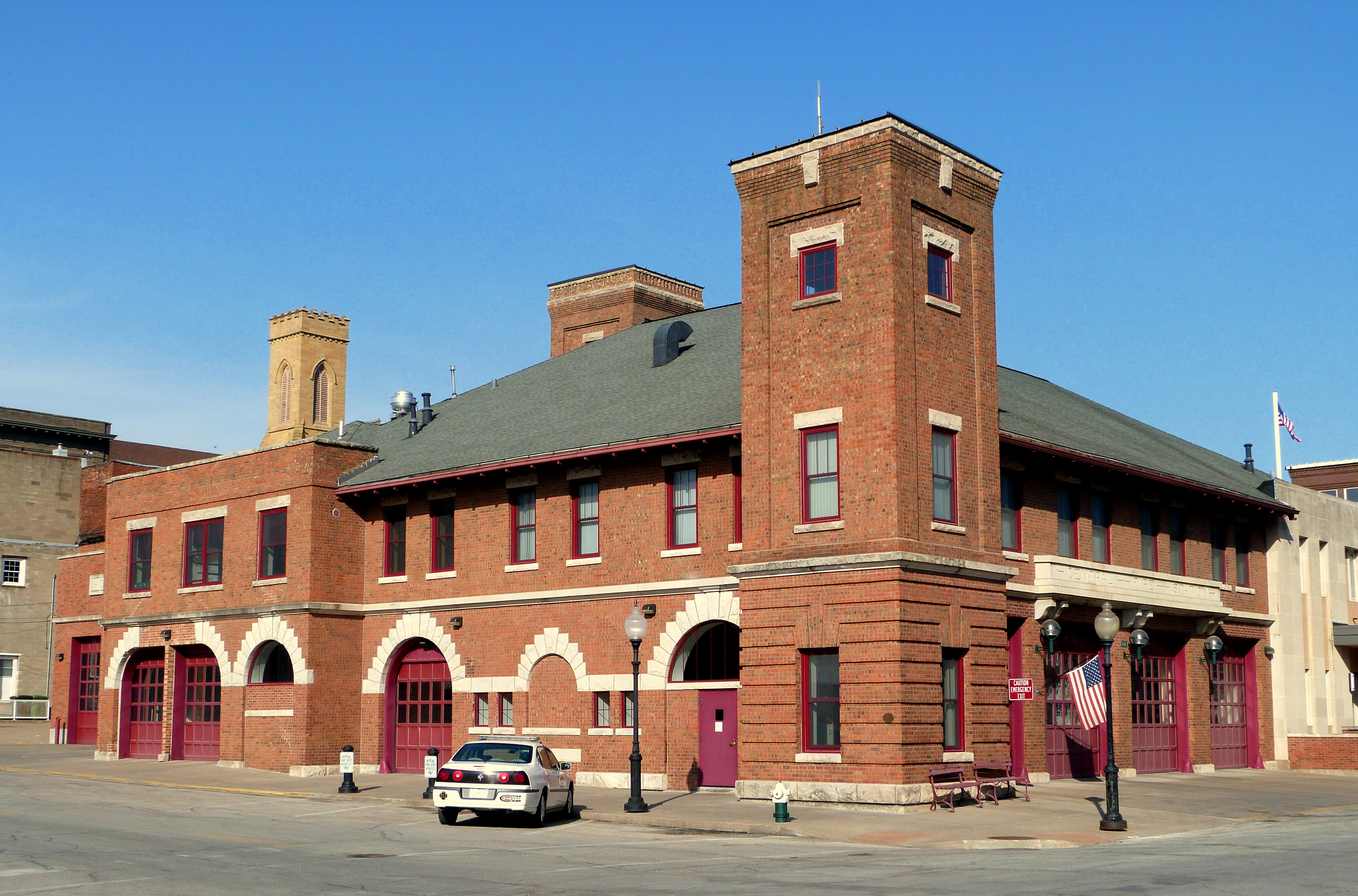
バーリントン消防・警察署

バーリントンはシティー・マネージャー制を採っている。シティー・マネージャーは市議会からの任命によって就任し、市の行政実務の最高責任者となる。シティー・マネージャーは、市議会が採択した政策の実行、市法の施行、市行政各局の日常業務の監督、市行政サービスの効率的な提供、市予算案の作成・提出・管理、市議会への出席、市警察署長・消防署長・出納役の任命を含む、市の行政実務全般に責任を負う。
市の立法機関である市議会は、条例の議決、予算の承認、市行政各局長、シティー・マネージャー、市書記官、およびの市弁護士の任命に責任を負う。市議会は5人の議員から成っており、5人全員が全市からの投票で選出される。市議員の任期は4年で、2年ごとに半数を改選する。市長および副市長は毎偶数年6月1日に、5人の市議員の中から選出され、それぞれ市議会の議長および副議長を務める。

## 経済

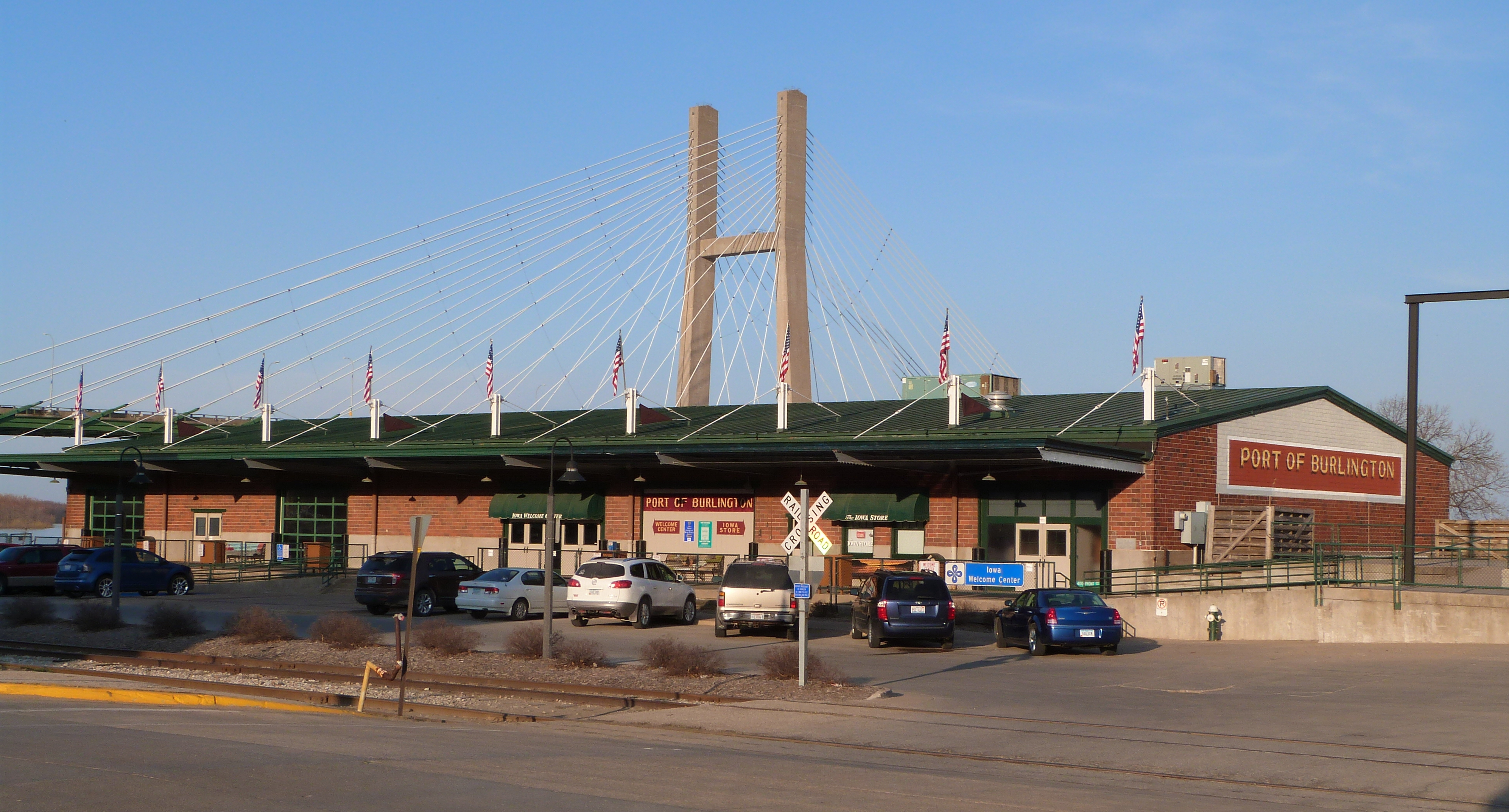
バーリントン港

バーリントンはミシシッピ川の河港都市、また鉄道の連節点であり、その地域経済は伝統的に製造業と運輸業によって支えられてきた。現在でも、西郊のミドルタウンにアイオワ陸軍弾薬工場が置かれているのをはじめ、バーリントンとその周辺地域にはゼネラル・エレクトリックの中電圧用スイッチギヤ製造工場や、フェデラル・モーグルの点火プラグ工場、シェアラーズのクッキー・クラッカー工場などが置かれている。現在ではCNHインダストリアル傘下に入っているケース・コーポレーションは、バーリントンの工場でバックホー・ローダーを生産し、1960-80年代には北アメリカ市場シェア50%を超え、バーリントンを「世界のバックホーの都」と呼ばせしめた。また、シカゴ・バーリントン・アンド・クインシー鉄道のバス部門として1929年に創立したバーリントン・トレイルウェイズは、ウェストバーリントンに本社を置き、アイオワ・イリノイ両州を中心に、東はインディアナポリス、西はデンバー、南はセントルイスに至る範囲に中長距離バスを走らせている。

## 交通

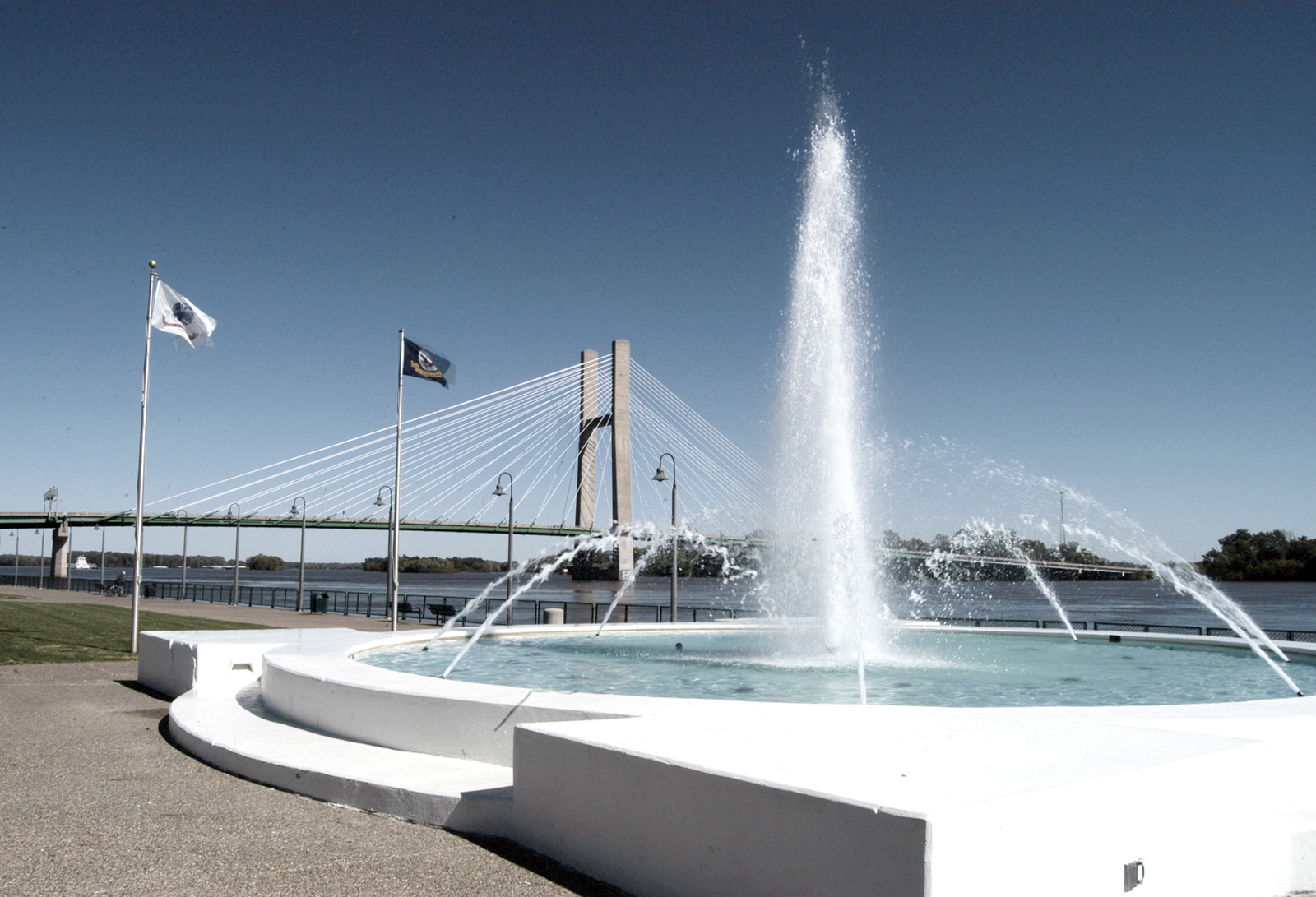
グレート・リバー橋

バーリントンを含むアイオワ州南東部で、定期旅客便が就航しているのは、ダウンタウンの南東約3.7kmに立地するサウスイースト・アイオワ地域空港（IATA: BRL）である。しかし、同空港はゼネラル・アビエーションと呼ばれる、自家用機やチャーター機等の発着が主となっている空港であり、定期旅客便は地域航空会社エア・チョイス・ワンによる、ミネアポリス・セントポール、シカゴ・オヘア、およびセントルイスへの便が就航しているのみにとどまる。より規模の大きく、便数の多い空港としては、バーリントンから車で1時間半、ダベンポート都市圏のイリノイ州モリーンにあるクワッドシティ国際空港（IATA: MLI）が挙げられる。同空港には3大航空会社（アメリカン航空・デルタ航空・ユナイテッド航空）がそれぞれハブ空港からの便を就航させているほか、アレジアント・エアによるラスベガスやフロリダへの便が就航している。
バーリントンには州間高速道路は通っていないが、国道34号線がダウンタウンのすぐ北を通り、市を東西に横切る高速道路になっている。また、この国道34号線はグレート・リバー橋でミシシッピ川を越え、イリノイ州ゲイルズバーグの東で州間高速道路I-74に接続している。また、市西部には「ハイウェイ61」として知られる国道61号線が南北に通っている。
ダウンタウンの南に立地する旧シカゴ・バーリントン・アンド・クインシー鉄道駅には、シカゴとサンフランシスコ（実際はその対岸にあるエメリービル駅）を結ぶアムトラックの長距離列車カリフォルニア・ゼファーがシカゴ方面、オマハ・デンバー・エメリービル方面とも、1日1便停車する。また、この駅はバーリントン市内をカバーする路線バス網で、6系統を有するバーリントン・アーバン・サービス（BUS）のターミナルにもなっている。バーリントン・トレイルウェイズは、この駅には乗り入れておらず、本社にバーリントンのバスターミナルを併設している。

## 文化と名所

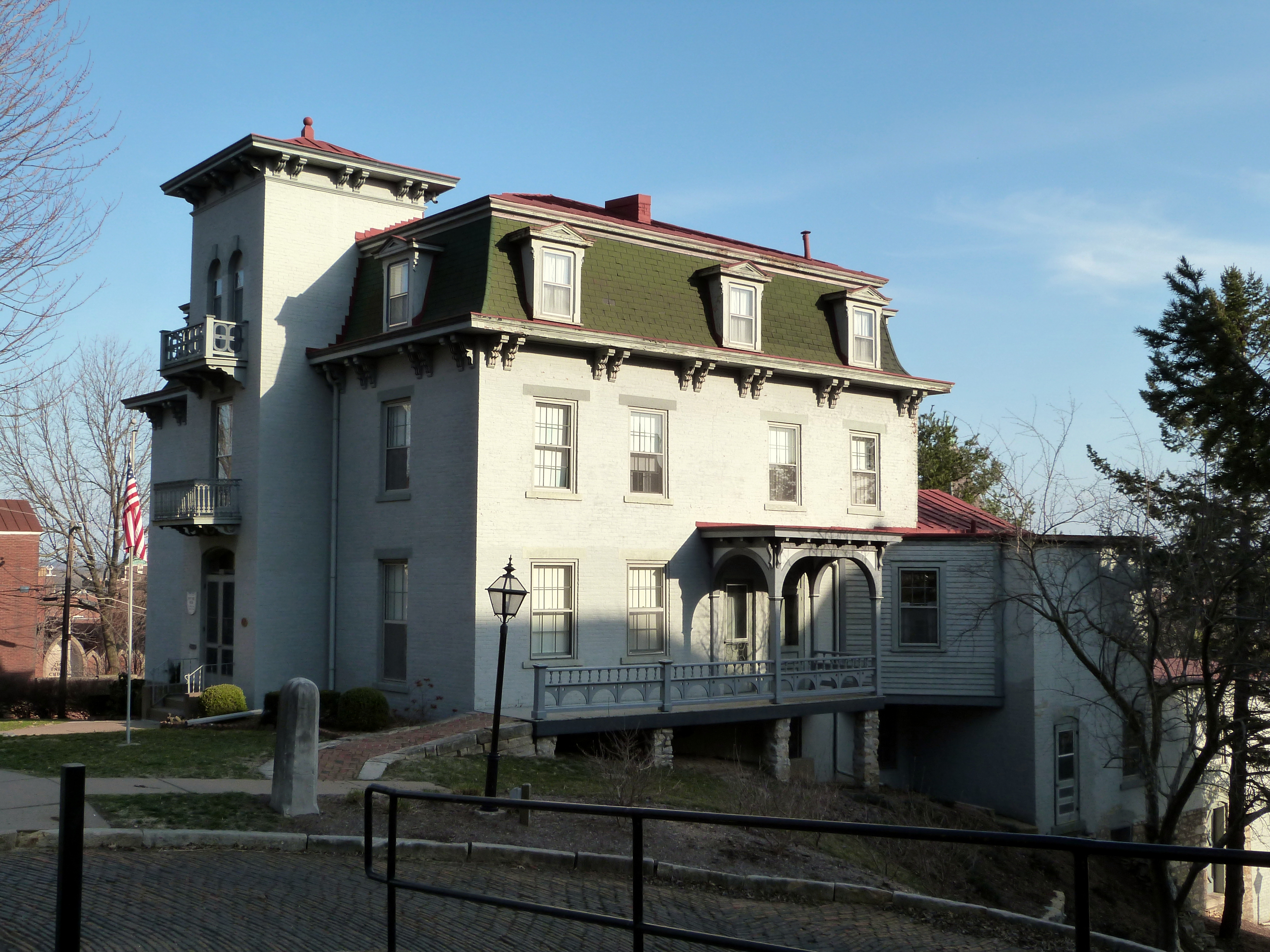
ガレット・フェルプス邸

1898年に建てられた旧バーリントン公立図書館を転用した、デモイン郡ヘリテージ・センター博物館はダウンタウンに立地しており、デモイン郡の歴史や、この地に住んできた人々の創作精神を現代に伝える事物を展示している。スネーク・アレイを上りきった、ダウンタウンを見下ろす高台に建つガレット・フェルプス邸は、1851年に建てられた家屋を保存し、博物館として一般公開しているものである。クレーポ公園（後述）内に建つホークアイ丸太小屋博物館は、アイオワへの初期の入植者の暮らしを伝える事物を展示している。これら3つの博物館は、いずれもデモイン郡歴史協会によって運営されている。

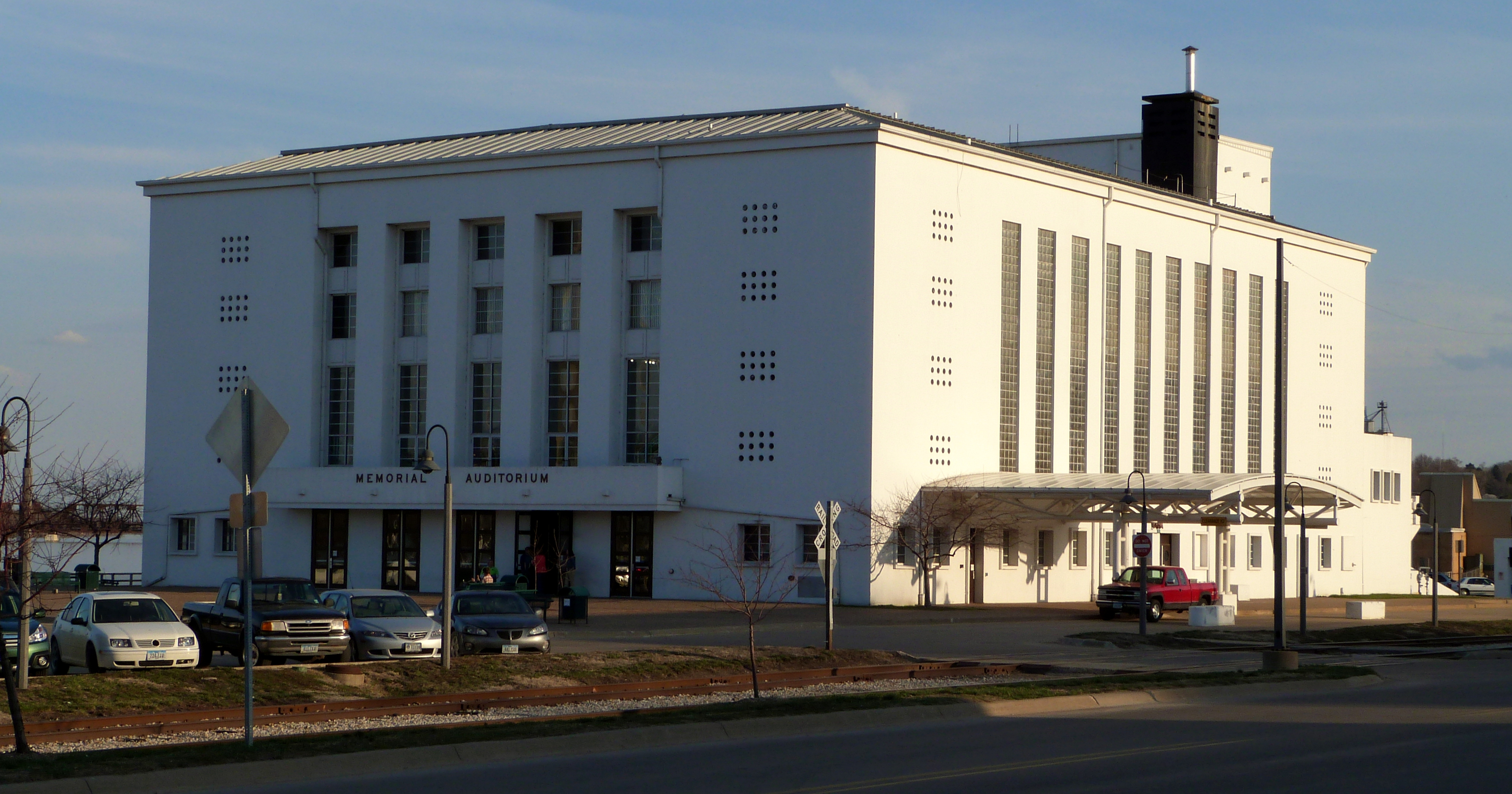
バーリントン記念講堂

ダウンタウンに立地するバーリントン芸術センターは、地元芸術家による作品を展示・販売すると共に、芸術教室を開いている。また、同センターは1967年以来、毎年父の日にスネーク・アレイで芸術祭を主催している。コンサートや演劇などの公演に使われる演技芸術施設としては、1939年に建てられ、ダウンタウンのミシシッピ河畔に立地するバーリントン記念講堂や、1937年に映画館として建てられ、一旦は1977年に閉館したものの、2012年に演技芸術センターとして生まれ変わったキャピトル・シアターが挙げられる。

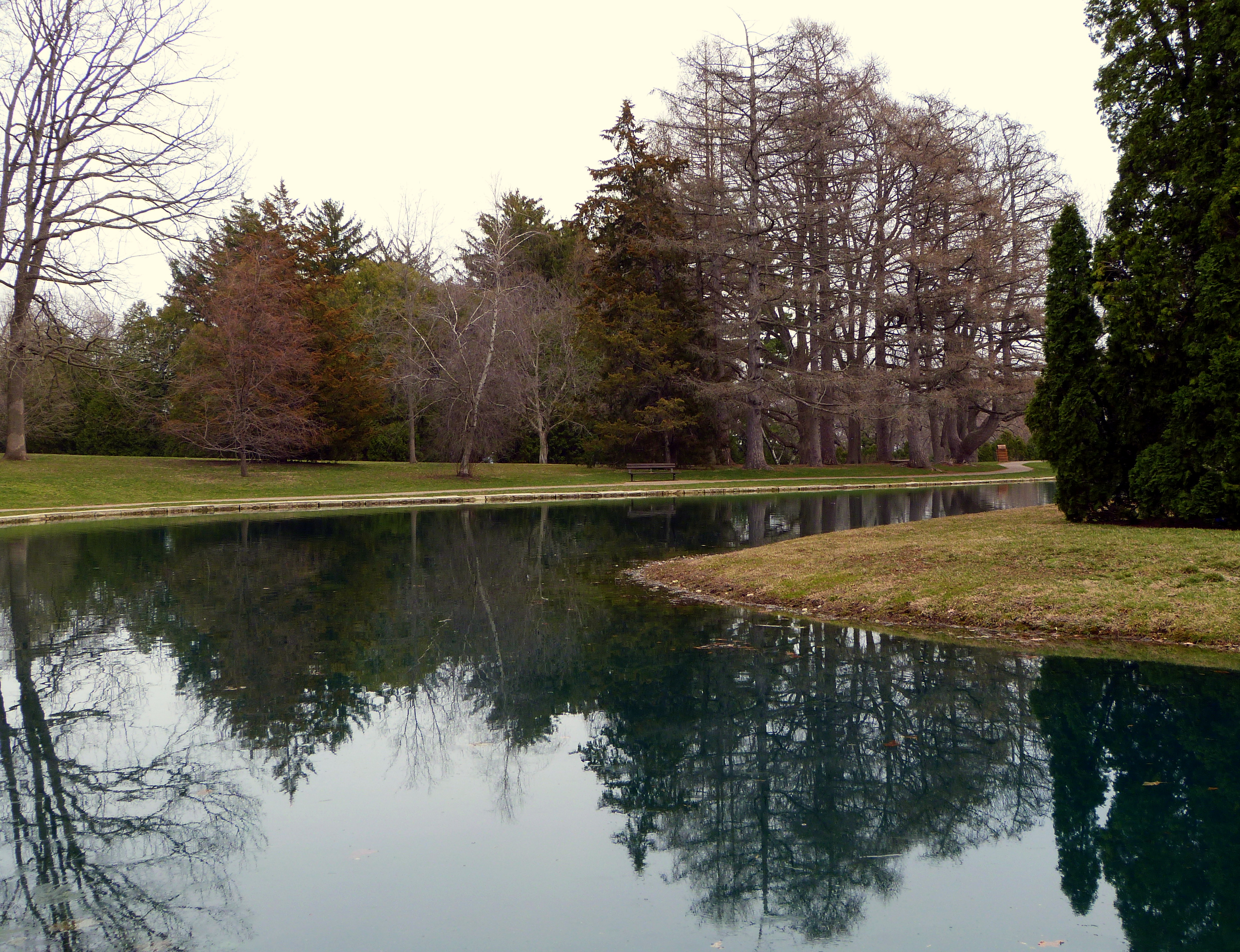
クレーポ公園

アイオワ州には北米4大プロスポーツリーグのチームこそ無いものの、バーリントンにはロサンゼルス・エンゼルス傘下のA級マイナーリーグ野球チーム、バーリントン・ビーズが置かれている。ビーズはミッドウェストリーグに所属し、市北西部に立地するコミュニティ・フィールドを本拠地としている。また、毎年5月末には、市街地の15ブロックを使い、コースにスネーク・アレイの上りを含む自転車競技、スネーク・アレイ・クリテリウムが開催される。
市の南東端、ミシシッピ川を見下ろす崖の上には、1895年に開園したクレーポ公園が広がっている。85エーカー（344,000m2）の園内には前述のホークアイ丸太小屋博物館のほか、ミシシッピ川を背にして設けられた野外ステージや、植物園、ゼブロン・パイク記念碑などがある。また、クレーポ公園およびその一帯は、クレーポ公園・植物園歴史地区として国家歴史登録財に登録されている。

## 人口動態

### 都市圏人口
バーリントンの小都市圏および広域都市圏を形成する各郡の人口は以下の通りである（2010年国勢調査）。
バーリントン小都市圏
| 郡             | 州         | 人口     |
| -------------- | ---------- | -------- |
| デモイン郡     | アイオワ州 | 40,325人 |
| ヘンダーソン郡 | イリノイ州 | 7,331人  |
| 合計           | 合計       | 47,656人 |

バーリントン・フォートマディソン・キオカック広域都市圏
| 都市圏/小都市圏                        | 郡                   | 州                   | 人口      |
| -------------------------------------- | -------------------- | -------------------- | --------- |
| バーリントン小都市圏                   | バーリントン小都市圏 | バーリントン小都市圏 | 47,656人  |
| フォートマディソン・キオカック小都市圏 | リー郡               | アイオワ州           | 35,862人  |
| フォートマディソン・キオカック小都市圏 | ハンコック郡         | イリノイ州           | 19,104人  |
| フォートマディソン・キオカック小都市圏 | クラーク郡           | ミズーリ州           | 7,139人   |
| 合計                                   | 合計                 | 合計                 | 109,761人 |

### 市域人口推移
以下にバーリントン市における1850年から2010年までの人口推移をグラフおよび表で示す。
| 統計年 | 人口     |
| ------ | -------- |
| 1850年 | 4,082人  |
| 1860年 | 6,706人  |
| 1870年 | 14,930人 |
| 1880年 | 19,450人 |
| 1890年 | 22,565人 |
| 1900年 | 23,201人 |
| 1910年 | 24,324人 |
| 1920年 | 24,057人 |
| 1930年 | 26,755人 |
| 1940年 | 25,832人 |
| 1950年 | 30,613人 |
| 1960年 | 32,430人 |
| 1970年 | 32,366人 |
| 1980年 | 29,529人 |
| 1990年 | 27,208人 |
| 2000年 | 26,839人 |
| 2010年 | 25,663人 |

## 姉妹都市
バーリントンは以下1都市と姉妹都市提携を結んでいる。
- バルバセーナ（ブラジル）[42]

## 註
1. ↑  “Quickfacts.census.gov”. 2023年12月12日閲覧。
2. ↑  About The Hawk Eye. The Hawk Eye. 2016年12月29日閲覧.
3. ↑  Antrobus, Augustine M. History of Des Moines County, Iowa. Vol.1. p.95. The S. J. Clarke publishing company. 1915年.
4. ↑  Negus, Charles. "The Early History of Iowa". Annals of Iowa. Vol.7. Issue 2-4. p.145. Iowa Division of Historical Museum and Archives, State Historical Society of Iowa.
5. ↑  Meany, Edmond S. "Morton Matthew McCarver Frontier City Builder". Annual Report of the American Historical Association for the Year 1909. p.174. American Historical Association. 1911年.
6. ↑  "NAMED THIS CITY". Burlington Gazette. 1896年9月22日.
7. ↑  Hoffmann, Gregg. Beyond Milwaukee: Belmont was Wisconsins first capital. Onmilwaukee.com 2004年5月10日. 2016年12月30日閲覧.
8. ↑  How Iowa Became A Territory. Iowa History Project. 2016年12月30日閲覧.
9. ↑  Williams, William. "Major William Williams' Journal of a Trip to Iowa in 1849". Annals of Iowa. Vol.12. Issue 4. pp.246-247. 1920年.
10. ↑  The State of Iowa. Netstate.Com. 2017年1月1日閲覧.
11. 1 2  Historical Weather for Burlington, Iowa, United States of America. Weatherbase.com. 2016年12月29日閲覧.
12. ↑  History, Heritage & Snake Alley. City of Burlington. 2017年1月14日閲覧.
13. 1 2 3  IOWA - Des Moines County. National Register of Historic Places. 2017年1月14日閲覧.
14. ↑  Downtown Commercial Historic District. National Register of Historic Places Program. National Park Service. 2017年1月14日閲覧.
15. ↑  City Manager. City of Burlington, Iowa. 2017年1月16日閲覧.
16. ↑  "Chapter 19 - City Manager". Code of Ordinances. City of Burlington, Iowa. 2016年6月15日.
17. ↑  City Council. City of Burlington, Iowa. 2017年1月16日閲覧.
18. ↑  "Chapter 16 - Council". Code of Ordinances. City of Burlington, Iowa. 2016年6月15日.
19. ↑  "15.01 Mayor/Mayor Pro Tem". Code of Ordinances. City of Burlington, Iowa. 2016年6月15日.
20. ↑  Iowa Army Ammunition Plant. Joint Munitions Command, U.S. Army. 2017年1月20日閲覧.
21. ↑  GE to Invest $7.4 Million in West Burlington, Iowa, Manufacturing Facility and Add 120 Jobs. General Electric. 2015年11月4日. 2017年1月20日閲覧.
22. ↑  North America Locations. Federal-Mogul. 2017年1月20日閲覧.
23. ↑  Our Food Manufacturing Facilities. Shearer's. 2017年1月20日閲覧.
24. ↑  Haycraft, William R. Yellow Steel: The Story of the Earthmoving Equipment Industry. pp.149-150. University of Illinois Press. 2002年. ISBN 9780252071041.
25. ↑  History. Burlington Trailways. 2017年1月20日閲覧.
26. ↑  Southeast Iowa Rgn'l. (Form 5010) Airport Master Record. Federal Aviation Administration. 2017年1月5日. 2017年1月19日閲覧.
27. ↑  Flight Schedule. 2016年11月7日. 2017年1月19日閲覧.
28. ↑  Airlines Serving MLI. Quad City International Airport. 2017年1月19日閲覧.
29. ↑  California Zephyr. p.2. Amtrak. 2016年1月16日. 2017年1月19日閲覧.
30. ↑  Public Transit, Burlington Urban Service. City of Burlington, Iowa. 2017年1月19日閲覧.
31. ↑  Locarions: Iowa. Burlington Trailways. 2017年1月19日閲覧.
32. ↑  Heritage Center Museum. Des Moines County Historical Society. 2017年1月21日閲覧.
33. ↑  Garrett-Phelps House. Des Moines County Historical Society. 2017年1月21日閲覧.
34. ↑  Hawkeye Log Cabin. Des Moines County Historical Society. 2017年1月21日閲覧.
35. ↑  About Us. Art Center of Burlington. 2017年1月21日閲覧.
36. ↑  About. Burlington Memorial Auditorium. 2017年1月21日閲覧.
37. ↑  History. Burlington Capitol Theater. 2017年1月21日閲覧.
38. ↑  Snake Alley Criterium: Race Information, Maps and Directions. Snake Alley Criterium and Burlington Road Races. 2016年. 2017年1月21日閲覧.
39. ↑  Crapo Park. City of Burlington, Iowa. 2017年1月21日閲覧.
40. ↑  “U.S. Census website”.  United States Census Bureau. 2012年5月11日閲覧。
41. ↑  Gibson, Campbell. Population of the 100 Largest Cities and Other Urban Places in the United States: 1790 to 1990. US Census Bureau. 2005年.
42. ↑  Agreement. Sister Cities International. 1963年5月31日. 2017年1月20日閲覧.